# Euphorbia atrocarmesina
Euphorbia atrocarmesina es una especie fanerógama perteneciente a la familia de las euforbiáceas. Es endémica de Angola.

## Descripción
Es un arbusto espinoso suculento o un árbol con tronco corto que alcanza un tamaño de 0,75 a 1,5 m de altura, ramificado desde la base (a veces formando grandes grupos, entonces, probablemente, puede comprender varias plantas) con las ramas ascendente-erectas.

## Ecología
Se encuentra en las laderas de granito, en la tierra superficial, a una altitud de ± 900 metros.  El nuevo crecimiento se produce a partir de los restos de plantas (como Phoenix); los especímenes juveniles tienen un aspecto muy diferente a los de la planta madura.
Está muy cercana de Euphorbia seretii y Euphorbia strangulata.

## Taxonomía
Euphorbia atrocarmesina fue descrita por Leslie Charles Leach y publicado en Boletim da Sociedade Broteriana, sér. 2 42: 167. 1968.
Etimología
Euphorbia: nombre genérico que deriva del médico griego del rey Juba II de Mauritania (52 a 50 a. C. - 23), Euphorbus, en su honor – o en alusión a su gran vientre –  ya que usaba médicamente Euphorbia resinifera. En 1753 Carlos Linneo asignó el nombre a todo el género.
atrocarmesina: epíteto latino